# شورش محمدتقی خان شیرازی
از بین رفتن چهره شکست‌ناپذیر نادرشاه در جریان اردوکشی او به داغستان و جنگ‌های طولانی مدت با عثمانی، منجر شد تا مناطق مختلف ایران در برابر او سر به شورش برآورند. یکی از این شورش‌ها، شورش محمدتقی خان شیرازی حاکم فارس و از معتمدان نادرشاه بود. نادر در ژوئن ۱۷۴۴ میلادی وارد شیراز شد و به شورش پایان داد. او تا پایان زمستان سایر شورش‌ها را نیز سرکوب کرد.